# Buongiorno tristezza/Incantatella
Buongiorno tristezza/Incantatella è un singolo discografico di Claudio Villa, pubblicato nel febbraio 1955 sotto l'etichetta Vis Radio.

## I brani

### Buongiorno tristezza
Il brano prende il nome dal romanzo Bonjour tristesse del 1954 scritto da Françoise Sagan.
Nel 1955 l'avvento della televisione portò in tutta Italia la visione della kermesse, condotta da Armando Pizzo e Maria Teresa Ruta. In gara Claudio Villa portò tre brani: due in coppia con Tullio Pane (Buongiorno tristezza e Il torrente) e uno in coppia con Narciso Parigi (Incantatella).
Buongiorno tristezza vinse la kermesse, mentre Il torrente arrivò al secondo posto.
Fu inoltre cantato da Giacomo Rondinella nel film del 1955 Cantami "Buongiorno tristezza", diretto da Giorgio Pastina ed ispirato proprio alla canzone stessa.

### Incantatella
Incantatella è un brano musicale scritto e arrangiato da Enzo Bonagura, presentato al Festival di Sanremo 1955 e cantato in coppia da Claudio Villa e Narciso Parigi.
Si posizionò alla quarta posizione del Festival, con 27,4 voti.

## Classifica[3]

### Buongiorno tristezza
| Classifica (1955) | Posizione | Artista       |
| ----------------- | --------- | ------------- |
| Italia            | 9         | Claudio Villa |
| Italia            | 52        | Tullio Pane   |

### Incantatella
| Classifica (1955) | Posizione | Artista        |
| ----------------- | --------- | -------------- |
| Italia            | 17        | Claudio Villa  |
| Italia            | 55        | Narciso Parigi |